# Simona Brown
Simona Brown (* 6. April 1994) ist eine britische Schauspielerin.

## Leben
Simona Brown erhielt ihre Schauspielausbildung an der Identity School of Acting in London. Erste Episodenrollen hatte sie 2013 in der Channel-4-Serie Run und 2014 in der BBC-Serie Wizards vs Aliens. 2015 war sie in der dreiteiligen Miniserie Ein plötzlicher Todesfall basierend auf dem gleichnamigen Roman von Joanne K. Rowling  als Gaia Bawden zu sehen. In der deutschsprachigen Fassung wurde sie von Ilena Gwisdalla synchronisiert. In der romantischen Komödie Es ist kompliziert..! übernahm sie ebenfalls 2015  die Rolle der Sophie.
2016 gehörte sie in der zehnteiligen Freeform-Serie Guilt als Roz Walters zur Hauptbesetzung, in der deutschsprachigen Fassung lieh ihr Anne Düe die Stimme. 2018 übernahm sie in der britisch-US-amerikanischen Miniserie Die Libelle die Rolle der Rachel. Ebenfalls 2018 spielte sie in der Channel-4-Miniserie Kiss Me First die Rolle der Tess/Mania, die deutschsprachige Fassung wurde von Nadine Schreier gesprochen.
In der im Februar 2021 auf Netflix veröffentlichten sechsteiligen Miniserie Sie weiß von Dir verkörperte sie an der Seite von Tom Bateman als ihr Chef David und Eve Hewson als dessen Ehefrau Adele die Rolle der Singlemutter Louise.

## Filmografie (Auswahl)
- 2013: Run (Miniserie)
- 2014: Murdered by My Boyfriend (Fernsehfilm)
- 2014: Wizards vs Aliens (Fernsehserie, zwei Episoden)
- 2015: Ein plötzlicher Todesfall (The Casual Vacancy, Miniserie)
- 2015: Es ist kompliziert..! (Man Up)
- 2015: Casualty – Belief (Fernsehserie)
- 2016: The Night Manager (Miniserie)
- 2016: Roots (Miniserie)
- 2016: Guilt (Fernsehserie)
- 2016: Him (Miniserie)
- 2018: Kiss Me First (Miniserie)
- 2018: Die Libelle (The Little Drummer Girl, Miniserie)
- 2018: Outlander – Common Ground (Fernsehserie)
- 2019: Grantchester (Fernsehserie, zwei Episoden)
- 2020: Riding with Sugar
- 2021: Sie weiß von Dir (Behind Her Eyes, Miniserie)

## Nominierungen
MTV Movie & TV Awards 2021
- Nominierung in der Kategorie Most Frightened Performance für Sie weiß von Dir[5]